# Елизарово (Омская область)
Елизарово — деревня в Седельниковском районе Омской области. Входит в состав Ельничного сельского поселения.

## География
Располагается при впадении ручья Тунгузка в реку Уй. В 4 км выше по течении ручья находилась деревня Нижние Тунгузы.

## История
В 1928 г. состояла из 61 хозяйства. Центр Елизаровского сельсовета Седельниковского района Тарского округа Сибирского края.

## Население
| 1926 | 2010 |
| ---- | ---- |
| 334  | ↘73  |

### Гендерный состав
По данным Всероссийской переписи населения 2010 года в гендерной структуре населения из 73 человек мужчин — 35, женщин — 38 (47,9 и 52,1 % соответственно).

### Национальный состав
В 1928 г. основное население — русские.
Согласно результатам переписи 2002 года, в национальной структуре населения русские составляли русские 100 % от общей численности населения в 151 чел..

## Инфраструктура
Личное подсобное хозяйство.
Основа экономики — сельское хозяйство.

## Транспорт
Деревня доступна автотранспортом.